# Ziva Kunda
Ziva Kunda (13. června 1955 – 24. února 2004) byla izraelská profesorka sociální psychologie na kanadské University of Waterloo.
Je autorkou slavné práce Social Cognition: Making Sense of People. Před svou smrtí inspirována Katherine Grahamovou začala v roce 2004 psát autobiografii, během dvou měsíců však stihla popsat jen prvních jedenáct let svého života. Titul Ph.D. získala na University of Michigan.  Byla vdaná za Paula Thagarda, s nímž měla dva syny – Daniela a Adama.
Její webové stránky byly v Česku a na Slovensku velmi populární, kvůli vulgárnímu významu příjmení v těchto jazycích, resp. celkovému vyznění jejího jména při domyšlení diakritiky.

## Dílo
- Social Cognition: Making Sense of People
- The Case for Motivated Reasoning za které obdržela Scientific Impact Award[3]